# Ternstroemia dentata
Espèce
Classification APG III (2009)
Synonymes
- Ternstroemia borbensis Kobuski[1]

Selon Tropicos (14 mars 2022) :
- Taonabo dentata Aubl. - Basionyme

Selon GBIF (12 mars 2022) :
- Mokof dentata (Aubl.) Kuntze
- Mokofua dentata (Aubl.) Kuntze
- Taonabo dentata Aubl. - Basionyme
- Ternstroemia dentata var. dentata (Aubl.) Sw., 1788
- Ternstroemia dentata var. latifolia Wawra
- Ternstroemia dentata var. multiflora Choisy
- Ternstroemia dentata var. oblongifolia Choisy
- Ternstroemia dentata var. opaca (Aubl.) Sw.
- Ternstroemia dentata var. opaca Wawra
- Ternstroemia dentata var. typica Wawra
- Ternstroemia multiflora Choisy

Ternstroemia dentata est une espèce  de plantes à fleurs de la famille des Pentaphylacaceae (anciennement des Ternstroemiaceae ou des Theaceae) avec une répartition néotropicale.
En Guyane, Ternstroemia dentata est une des espèces connues sous le nom de Palétuvier montagne (nom partagé notamment avec Tovomita guianensis).
Au Suriname, on l'appelle Sabana-mangro (Sranan tongo), Jesikoesi (Arawak).

## Description
Ternstroemia dentata est un arbre ou un arbuste à rameaux grêles.
Le bois est à grain fin, mi-dur et mi-lourd (densité : 0,75-0,85), de couleur brun violacé pâle et terne avec de grandes mailles plus foncées apparente.
Les feuilles sont submembraneuses ou coriaces, longues de 6-13(-17) cm pour 2-6(7) cm de large, ponctuées de noir en dessous, à marge nettement dentée à serrato-dentée, de forme elliptique, obovale à ovale-oblongue, à apex obtus acuminé, et à base wikt:cunéiforme ou aiguë.
La nervure est médiane en relief sur le dessus, saillante en dessous, et les 8–12 paires de nervures latérales généralement visibles sur les deux faces.
Le pétiole est long de (0,7–)1 à 1,5(−2) cm. 
Les fleurs sont solitaires ou 2-fasciculées, disposées sur des pédicelles longs de 1-2,5 cm, avec des bractéoles très petites (environ 2 mm) et légèrement denticulées glandulaires.
Les pédoncules sont axillaires et latéraux plus longs que les pétioles.
Les sépales persistants, sont de couleur rose à l'intérieur : ceux externes sont de forme ovale, longs de 7-8 mm, glanduleux-denticulés, et ceux internes de forme ronde, longs de 6,5 mm avec la marge scarieuse (fine, sèche, membraneuse).
Les pétales sont caducs, fimbriés, de couleur rose (ou blanche à extrémité jaune), longs de 8 mm pour 3 mm de large à la base, où ils sont réunis.
Les environ 35 étamines, sont bisériées, de même taille que les pétales, avec des filets épais, très courts (1,5 mm), le connectif avec un appendice long de 2-2,5 mm, et les anthères caudées-acuminées.
L'ovaire est conique, haut de 3 mm, contenant (2)4 loges (les variations liées à de fausses séparations), contenant (2)4 ovules, avec un style plus long que l'ovaire (2,5-3 mm) et le stigmate punctiforme.
Le fruit est une capsule stipitée, indéhiscente, ovoïde ou subglobuleuse, de 1-1,5 cm de diamètre, avec le calice persistant, et couronné par le style persistant, et contenant 4 graines,,,,.

## Répartition
Ternstroemia dentata est présent au Venezuela (est du Bolívar), au Guyana, au Suriname, en Guyane, et au nord du Brésil (Amazonas, Pará, Guayana baja, Roraima, Xingu-Tapajós, Madeira, Rondônia,).

## Écologie
Ternstroemia dentata est un arbre rare dans les savanes sur sol sableux et les bosquets de savane, ou parmi la végétation arbustive des inselbergs.
Les fleurs de Ternstroemia dentata sont pollinisées en Amazonie centrale par des abeilles femelles Euglossa sp. et Paratetrapedia sp., effectuant un "butinage vibratoire" qui permet d'éjecter le pollen des anthères, et attirent l'abeille Euglossa ignita Smith 1874 qui recueille le parfum émis par les pétales qu'ils grattent.
Ses fruits charnus sont ornithochores.

## Utilisation
L'écorce épaisse de Ternstroemia dentata, avec un rhytidome cendré et un liber rougeàtre, est employée pour le tannage du cuir.
Le bois natruellement durable, de couleur blanche devenant roussâtre, sert pour la fabrication de bardeaux,

## Protologue

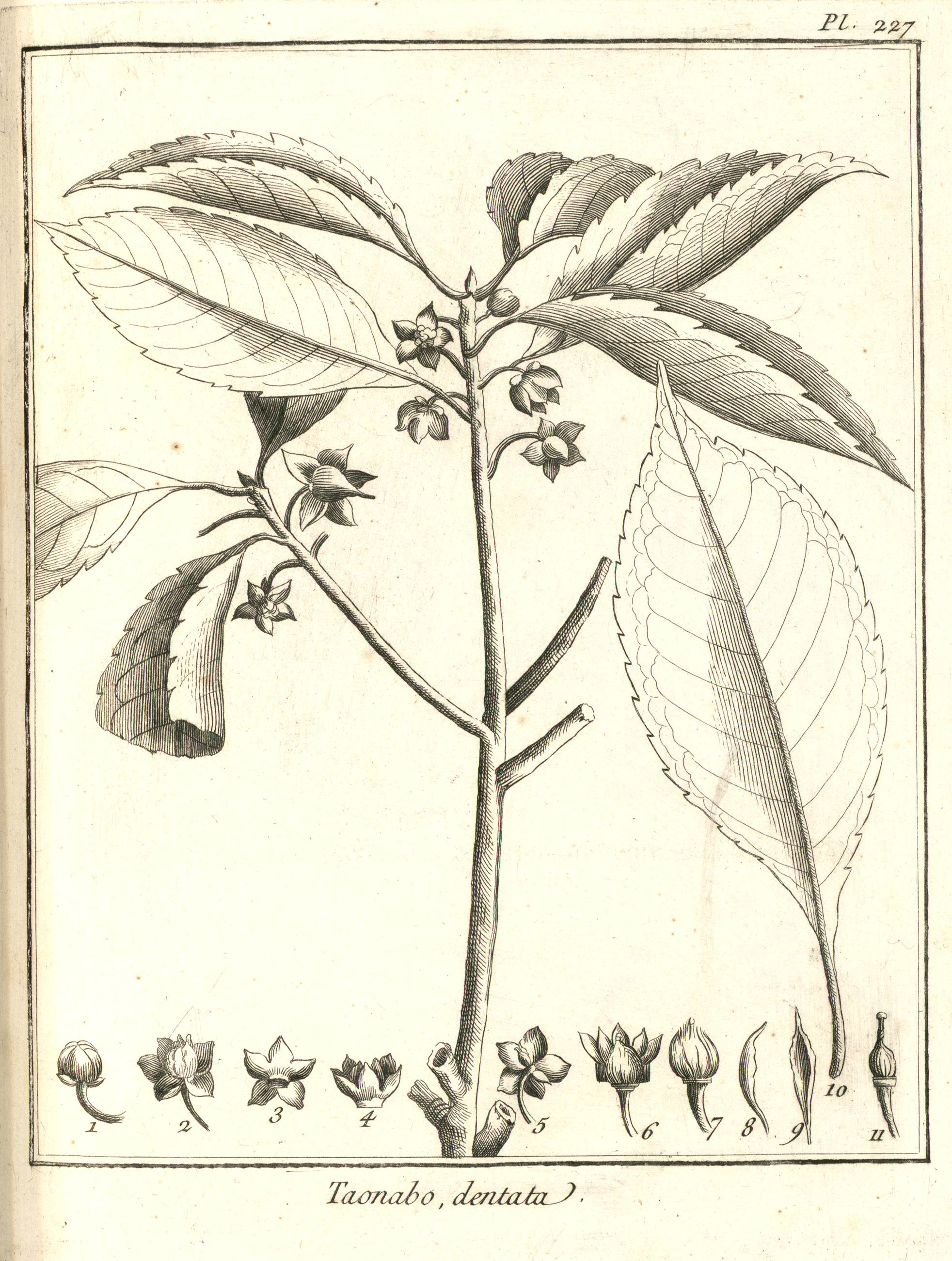
Ternstroemia dentata par Aublet (1775)
Planche 227 : 1. Bouton de fleur garni de deux écailles. - 2. Calice épanoui. Étamines. - 3. Corolle vue en deſſous. - 4. Corolle vue en deſſus, s'épanouiſſant. - 5. Calice vu en deſſous. Deux écailles. - 6. Corolle ouverte. Étamines. - 7. Étamines qui enveloppent le piſtil. - 8. Étamine vue par le côte. - 9. Étamine vue de face. - 10. Feuille de grandeur naturelle. - 11. Diſque. Ovaire. Style. Stigmate.

En 1775, le botaniste Aublet propose le protologue suivant : 

« TAONABO (dentata) foliis ovato-oblongis, denticulatis, Roribus flaveſcentibus, fructu minore. (Tabula 227.)
Arbor trunco viginti-pedali, in ſummitate ramos plures, rectos & declinatos, emittente ; ramulis alternis, folioſis. Folia alterna, ovata, in acumen longum definentia, ſerrata, glabra, rigida, petiolata. Flores ſolitarii, axillares, & ſuprà ramos.
Florebat, fructumque ferebat Auguſto & Septembri.
Habitat in ſylvis ſupra montem Serpent dictum.
Nomen Gallicum PALETUVIER DE MONTAGNE.

LE TAONABE dentelé. (PLANCHE 227.)
Le Taonabe eſt un grand arbre ; le tronc s'élève juſqu'à vingt-cinq pieds & plus ; il a environ deux pieds de diamètre. Son écorce eſt épaiſſe, de couleur cendrée au dehors, & rougeâtre intérieurement. Les branches, qui partent du ſommet du tronc, ſe répandent de tous côtés, pendant que d’autres s'élèvent pour former une belle tête. Ces branches ſont chargées de rameaux garnis de feuilles entières, ovales, épaiſſes, alternes, dentelées ſur leurs bords, terminées en pointe, vertes, & liſſes ſur leurs deux faces ; elles ſont longues de quatre pouces, & larges d'un pouce & demi, & plus.
Les fleurs naiſſent ſolitaires ſur les rameaux, & de l'aiſſelle des feuilles. Leur pédoncule eſt long d'un demi-pouce & plus.
Le calice eſt diviſé en cinq lobes charnus, garni en deſſous de deux écailles. Trois de ces lobes ſont plus petits, & ſont recouverts dans le bouton de la fleur par les deux autres qui ſont plus grands. Le calice accompagne le fruit dans ſa maturité.
La corolle eſt d'une ſeule pièce diviſée profondément en quatre & quelquefois en cinq parties jaunâtres, mollaſſes.
Les étamines, au nombre de vingt & quelquefois de trente, naiſſent de la baſe du piſtil. Elles ſont appliquées les unes contre les autres. Elles reſſemblent a des feuillets franges, ſtries, dans le milieu de la longueur deſquels l'on voit a la face intérieure une pouſſière jaunâtre.
Le piſtil eſt un ovaire arrondi, ſurmonté d'un style charnu & contourne, terminé par un stigmate charnu.
L'ovaire devient une capsule pointue, à cinq ou ſix loges qui contiennent chacune un osselet.
L'écorce de cet arbre eſt employée pour tanner les cuirs. Le bois, qui eſt blanc, devient rouſſâtre, & ſert pour faire du bardeau.
Cet arbre eſt nommé par les Créoles PALETUVIER DE MONTAGNE.
Je l'ai trouvé en fleur & en fruit ſur la montagne Serpent, dans les mois d'Août & de Septembre. »

— Fusée-Aublet, 1775.